# کمرکلی ابروسفید
کمرکلی ابروسفید (نام علمی: Sitta victoriae)، که همچنین به عنوان کمرکلی ویکتوریا نیز شناخته می‌شود، گونه‌ای از پرندگان خانواده کمرکلیان است. این یک کمرکلی کوچک با اندازه طولی ۱۱٫۵ سانتیمتر (۴٫۵ اینچ) و بدون دودیسی جنسی است. مانند بسیاری از کمرکلی‌های دیگر، روتنه آن به رنگ آبی خاکستری است که با زیرتنه سفید در گلو، گونه‌ها و سینه و نارنجی در پهلوها، شکم و پایین شکم متضاد است. نوار ابرویی سفید آن تشخیص آن را از کمرکلی دم‌سفید (S. himalayensis) که یک گونه نزدیک به معنای سیستماتیک و جغرافیایی است، آسان می‌سازد. اطلاعات کمی دربارهٔ بوم‌شناسی آن وجود دارد، اما از حشرات کوچکی که در میان پوست و گلسنگ‌ها یافت می‌شود می‌خورد و زادآوری آن در ماه آوریل اتفاق می‌افتد.

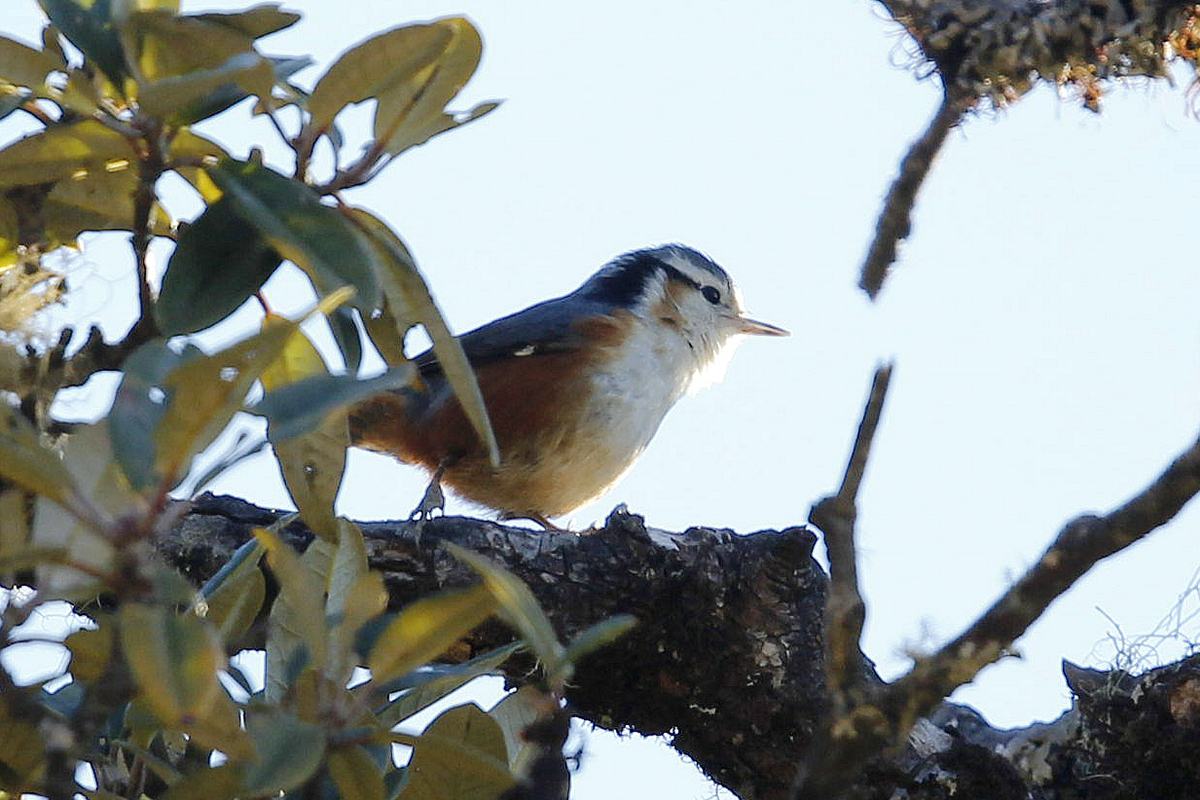
کمرکلی ابروسفید در شاخه درخت

مقایسه دم بین کمرکلی دم‌سفید (S. himalayensis)، سمت چپ و ابروسفید (S. victoriae)، سمت راست.